# La Celle-les-Bordes
La Celle-les-Bordes és un municipi francès, situat al departament d'Yvelines i a la regió de Illa de França. L'any 2007 tenia 924 habitants.
Forma part del cantó de Rambouillet, del districte de Rambouillet i de la Comunitat d'aglomeració Rambouillet Territoires.

## Demografia

### Població
El 2007 la població de fet de La Celle-les-Bordes era de 924 persones. Hi havia 313 famílies, de les quals 48 eren unipersonals (32 homes vivint sols i 16 dones vivint soles), 95 parelles sense fills, 158 parelles amb fills i 12 famílies monoparentals amb fills.
La població ha evolucionat segons el següent gràfic:
Habitants censats

### Habitatges
El 2007 hi havia 367 habitatges, 324 eren l'habitatge principal de la família, 29 eren segones residències i 13 estaven desocupats. 356 eren cases i 9 eren apartaments. Dels 324 habitatges principals, 287 estaven ocupats pels seus propietaris, 25 estaven llogats i ocupats pels llogaters i 13 estaven cedits a títol gratuït; 2 tenien una cambra, 5 en tenien dues, 32 en tenien tres, 61 en tenien quatre i 225 en tenien cinc o més. 265 habitatges disposaven pel capbaix d'una plaça de pàrquing. A 94 habitatges hi havia un automòbil i a 222 n'hi havia dos o més.

### Piràmide de població
La piràmide de població per edats i sexe el 2009 era:
| Homes | Edats   | Dones |
| ----- | ------- | ----- |
| 0     | 95 o +  | 0     |
| 0     | 90 a 94 | 0     |
| 4     | 85 a 89 | 0     |
| 4     | 80 a 84 | 4     |
| 0     | 75 a 79 | 4     |
| 8     | 70 a 74 | 8     |
| 24    | 65 a 69 | 12    |
| 12    | 60 a 64 | 0     |
| 16    | 55 a 59 | 12    |
| 44    | 50 a 54 | 36    |
| 44    | 45 a 49 | 56    |
| 48    | 40 a 44 | 28    |
| 40    | 35 a 39 | 52    |
| 24    | 30 a 34 | 24    |
| 16    | 25 a 29 | 8     |
| 28    | 20 a 24 | 32    |
| 24    | 15 a 19 | 20    |
| 28    | 10 a 14 | 60    |
| 52    | 5 a 9   | 28    |
| 28    | 0 a 4   | 24    |

## Economia
El 2007 la població en edat de treballar era de 661 persones, 474 eren actives i 187 eren inactives. De les 474 persones actives 450 estaven ocupades (240 homes i 210 dones) i 24 estaven aturades (8 homes i 16 dones). De les 187 persones inactives 57 estaven jubilades, 88 estaven estudiant i 42 estaven classificades com a «altres inactius».

### Ingressos
El 2009 a La Celle-les-Bordes hi havia 336 unitats fiscals que integraven 932 persones, la mediana anual d'ingressos fiscals per persona era de 31.139 €.

### Activitats econòmiques
Dels 52 establiments que hi havia el 2007, 1 era d'una empresa de fabricació de material elèctric, 2 d'empreses de fabricació d'altres productes industrials, 9 d'empreses de construcció, 9 d'empreses de comerç i reparació d'automòbils, 2 d'empreses de transport, 2 d'empreses d'hostatgeria i restauració, 4 d'empreses d'informació i comunicació, 1 d'una empresa financera, 16 d'empreses de serveis, 2 d'entitats de l'administració pública i 4 d'empreses classificades com a «altres activitats de serveis».
Dels 10 establiments de servei als particulars que hi havia el 2009, 1 era un paleta, 2 fusteries, 2 lampisteries, 2 electricistes, 1 perruqueria i 2 restaurants.
L'any 2000 a La Celle-les-Bordes hi havia 9 explotacions agrícoles que ocupaven un total de 516 hectàrees.

## Equipaments sanitaris i escolars
El 2009 hi havia una escola elemental.

## Poblacions més properes
El següent diagrama mostra les poblacions més properes.